# Татія Мікадзе
Татія Мікадзе (нар. 27 березня 1988) — колишня грузинська тенісистка.
Найвищу одиночну позицію світового рейтингу — 281 місце досягла 13 вересня 2010, парну — 255 місце — 6 червня 2011 року.
Здобула 3 одиночні та 5 парних титулів туру ITF.

## Фінали ITF
| турніри $100,000 |
| турніри $75,000  |
| турніри $50,000  |
| турніри $25,000  |
| турніри $10,000  |

### Одиночний розряд: 5 (3–2)
| Результат | Ранг | Дата            | Турнір               | Покриття | Суперниця              | Рахунок          |
| --------- | ---- | --------------- | -------------------- | -------- | ---------------------- | ---------------- |
| Перемога  | 1.   | 10 вересня 2007 | ITF Тбілісі, Грузія  | Ґрунт    | Тінатін Кавлашвілі     | 1–6, 6–4, 7–5    |
| Перемога  | 2.   | 19 липня 2010   | ITF Харків, Україна  | Ґрунт    | Наталія Рижонкова      | 6–7(5), 6–2, 6–4 |
| Поразка   | 1.   | 27 вересня 2010 | ITF Тбілісі, Грузія  | Ґрунт    | Маргаліта Чахнашвілі   | 4–6, 6–3, 5–7    |
| Перемога  | 3.   | 12 вересня 2011 | ITF Тбілісі, Грузія  | Ґрунт    | Софія Квацабая         | 6–0, 6–2         |
| Поразка   | 2.   | 10 жовтня 2011  | ITF Єреван, Вірменія | Ґрунт    | Анна Кароліна Шмідлова | 4–6, 3–6         |

### Парний розряд: 11 (5–6)
| Результат | Ранг | Дата            | Турнір                 | Покриття | Партнерка        | Суперниці                                 | Рахунок          |
| --------- | ---- | --------------- | ---------------------- | -------- | ---------------- | ----------------------------------------- | ---------------- |
| Перемога  | 1.   | 6 червня 2004   | ITF Стамбул, Туреччина | Тверде   | Нана Уротадзе    | Ірина Бурячок Олександра Костікова        | 6–1, 6–2         |
| Поразка   | 1.   | 21 вересня 2009 | ITF Телаві, Джорджія   | Ґрунт    | Манана Шапакідзе | Хаєнне Евейк Марлот Медденс               | 2–6, 4–6         |
| Поразка   | 2.   | 28 вересня 2009 | ITF Тбілісі, Грузія    | Килим    | Манана Шапакідзе | Река Луца Яні Вероніка Капшай             | 5–7, 6–0, [8–10] |
| Перемога  | 2.   | 31 травня 2010  | ITF Бухара, Узбекистан | Тверде   | Сопія Шапатава   | Яюк Басукі Джессі Ромп'єс                 | 6–3, 6–3         |
| Перемога  | 3.   | 27 вересня 2010 | ITF Тбілісі, Грузія    | Ґрунт    | Сопія Шапатава   | Паула Каня Жофія Шушаньї                  | 6–3, 6–2         |
| Перемога  | 4.   | 12 вересня 2011 | ITF Тбілісі, Грузія    | Ґрунт    | Софія Квацабая   | Анастасія Пренко Вікторія Ємельянова      | 6–1, 6–3         |
| Перемога  | 5.   | 3 жовтня 2011   | ITF Єреван, Вірменія   | Ґрунт    | Сопія Шапатава   | Єлизавета Янчук Ольга Янчук               | 6–1, 6–4         |
| Поразка   | 3.   | 10 жовтня 2011  | ITF Єреван, Вірменія   | Ґрунт    | Ані Амірагян     | Анастасія Гримальська Анастасія Васильєва | 3–6, 3–6         |
| Поразка   | 4.   | 2 вересня 2016  | ITF Батумі, Грузія     | Ґрунт    | Маріам Болквадзе | Альона Фоміна Маргарита Лазарева          | 4–6, 2–6         |
| Поразка   | 5.   | 10 вересня 2016 | ITF Телаві, Джорджія   | Ґрунт    | Сопія Шапатава   | Натела Дзаламідзе Вероніка Кудерметова    | 4–6, 2–6         |
| Поразка   | 6.   | 15 вересня 2017 | ITF Батумі, Грузія     | Ґрунт    | Сопія Шапатава   | Їсалін Бонавентюре Вікторія Кужмова       | 1–6, 3–6         |